# Distrikt Braga
Der Distrikt Braga ist ein Distrikt im Norden Portugals. Er gehört zur traditionellen Provinz Minho. Er grenzt im Norden an den Distrikt Viana do Castelo und Spanien, im Osten an den Distrikt Vila Real, im Süden an den Distrikt Porto sowie im Westen an den Atlantischen Ozean. Er umfasst eine Fläche von 2673 km² und 831.368 Einwohner (Stand: 2001). Seine Hauptstadt ist Braga.

## Unterteilung
Der Distrikt Braga untergliedert sich in die folgenden 14 Kreise:
| Kreis                  | Anzahl Gemeinden | Einwohner (2021) | Fläche km² | Dichte Einw./km² | LAU- Code | Region       | Unterregion    |
| ---------------------- | ---------------- | ---------------- | ---------- | ---------------- | --------- | ------------ | -------------- |
| Amares                 | 16               | 18.595           | 81,96      | 227              | 0301      | Região Norte | Cávado         |
| Barcelos               | 61               | 116.752          | 378,90     | 308              | 0302      | Região Norte | Cávado         |
| Braga                  | 37               | 193.324          | 183,42     | 1.054            | 0303      | Região Norte | Cávado         |
| Cabeceiras de Basto    | 12               | 15.558           | 241,82     | 64               | 0304      | Região Norte | Ave            |
| Celorico de Basto      | 15               | 17.643           | 181,09     | 97               | 0305      | Região Norte | Tâmega e Sousa |
| Esposende              | 9                | 35.132           | 95,41      | 368              | 0306      | Região Norte | Cávado         |
| Fafe                   | 25               | 48.497           | 219,08     | 221              | 0307      | Região Norte | Ave            |
| Guimarães              | 48               | 156.830          | 240,93     | 651              | 0308      | Região Norte | Ave            |
| Póvoa de Lanhoso       | 22               | 21.775           | 134,66     | 162              | 0309      | Região Norte | Ave            |
| Terras de Bouro        | 14               | 6.358            | 277,45     | 23               | 0310      | Região Norte | Cávado         |
| Vieira do Minho        | 16               | 11.955           | 216,44     | 55               | 0311      | Região Norte | Ave            |
| Vila Nova de Famalicão | 34               | 133.534          | 201,59     | 662              | 0312      | Região Norte | Cávado         |
| Vila Verde             | 33               | 46.444           | 228,68     | 203              | 0313      | Região Norte | Cávado         |
| Vizela                 | 5                | 23.896           | 24,69      | 968              | 0314      | Região Norte | Ave            |
| Distrikt Braga         | 347              | 846.293          | 2.706,12   | 313              | 03        | –            | –              |

In der aktuellen Unterteilung Portugals ist der gesamte Distrikt Braga der Region Região Norte zugeordnet.
Koordinaten: 41° 30′ N, 8° 30′ W